# Кугпає (дегестан, остан Марказі)
Кугпає (перс. کوهپایه) — дегестан в Ірані, у бахші Новбаран, в шагрестані Саве остану Марказі. За даними перепису 2006 року, його населення становило 3891 особу, які проживали у складі 1453 сімей.

## Населені пункти
До складу дегестану входять такі населені пункти:
- Акдаш
- Ак-Калье
- Баєхан
- Варкбае-е Олія
- Гамідіє
- Гарікан
- Ґозаль-Дарре
- Джаафарабад
- Джалакбар
- Джушкан
- Єнґі-Калье
- Камалу
- Карлок
- Кермезін
- Коре-Бар
- Максудабад
- Саман
- Санґестан
- Сарі-є Софла
- Ханекаг
- Чальфахре
- Шад-Багі
- Ятан